# Бай (визирь)
Бай (Баи), также известный как Рамсе Хаментеру (умер в 1192 г. до н.э.), был важным чиновником азиатского происхождения в Древнем Египте, который достиг видного положения и высокого поста носителя царской печати (выполнявшего функции главного казначея, иногда переводится также как канцлер) при фараоне Сети II Усерхеперу Сетепенре, а затем стал влиятельным деятелем власти на заключительных этапах XIX династии.
Бая называют сирийским («хурру» = хурритский или харранский) азиатом. Хотя его точное происхождение неизвестно, Бай, вероятно, вошёл в гражданскую администрацию Египта при предыдущих фараонах — либо Мернептахе, либо Рамсесе II. Его первой официальной должностью, возможно, стала жреческая в храме в Гелиополе, где была найдена небольшая его статуя. Ко моменту смерти Сети II Бэй поднялся до должности казначея и играл роль «делателя королей». 
Важность Бая подчеркивается тем фактом, что он получил разрешение, возможно, от Сети II, но более вероятно от его преемника Саптаха (Сиптаха), построить свою собственную гробницу в египетской Долине Царей (KV13). Его гробница явно была построена как часть триады гробниц, включая гробницу фараона Сиптаха и царицы Таусерт. Это была беспрецедентная привилегия, подобная которой редко предоставлялась простолюдину, не говоря уже об иностранце (хотя и раньше случались исключения, такие как в случае с Йуйя). Возможно, что Бай получил эту гробницу, потому что он был родственником матери Сиптаха, ханаанской наложницы Сети II или, возможно, даже Аменмеса. Его гробница была позже узурпирована во времена двадцатой династии принцами Аменхиркопшефом, сыном Рамсеса III, и Ментухерхепшефом, сыном Рамсеса VI. 
Традиционно считался тождественным сирийцу Ирсу, упомянутым в Большом папирусе Харриса в связи с его восстанием или попыткой узурпации власти. Однако в феврале 2000 года благодаря исследованию остракона № 1864 из Дейр эль-Медины удалось прочитать надпись, что Бай был казнён на пятый год правления Саптаха. Поскольку канцлер Бай умер за несколько лет до Ирсу, он больше не считается вероятным кандидатом на роль этой исторической фигуры.